# Benvolio
Benvolio Montesco es un personaje de la obra Romeo y Julieta de William Shakespeare. Es sobrino del Sr. Montesco y primo de Romeo.
Aparece como un fracasado pacifista en la obra, intentando impedir la violencia entre las familias Capuleto y Montesco.

### Etimología
El nombre Benvolio significa "buena intención" o "deseo de bien" o "pacificador" que es la función que llena, en cierta forma, como apaciguador y amigo de Romeo. (Para comparación, ver la derivación de Malvolio - voluntad enferma - en Duodécima Noche.)

## Papel en la obra
Benvolio es el sobrino del señor Montesco y el primo de Romeo. Es normalmente retratado por Shakespeare como persona amable y reflexiva quién intenta cuidar de su primo.
Benvolio intenta aminorar la sentencia de Romeo tras intentar impedir los duelos que llevan a la muerte de Mercucio y Teobaldo, dejando a Romeo con un destierro y no una sentencia de muerte.
Benvolio pasa la mayoría del primer acto intentando distraer a su primo de su enamoramiento con Rosalina pero siguiendo la primera aparición de Mercucio en I.iv, él y Mercucio se unen más hasta III.i. En aquella escena, arrastra al fatalmente herido Mercucio fuera del escenario, antes de regresar para informar Romeo y al príncipe, de la muerte de Mercucio y Teobaldo. Benvolio entonces desaparece de la obra (aun así, como Montesco, implícitamente puede estar incluido en el escenario en la escena final "entran Señor Montesco y otros" y es a veces confundido con Baltasar).
Parte de la función de Benvolio es animar a Romeo para ir a la fiesta, en donde se enamora de Julieta.

## Otras actuaciones
Una versión falsamente victoriana revisionista de la escena final de Romeo y Julieta (con final feliz: Romeo, Julieta, Mercucio y Paris revividos y Benvolio revelando que él es el amor de Paris, Benvolia, disfrazada) forma parte de la obra de 1980 La Vida y Aventuras de Nicholas Nickleby. También intenta un romance con Rosalina en la obra de Sharman Macdonald Después de Julieta.